# Németh Árpád
Németh Árpád (Kecskemét, 1940. február 4. –) vívóedző, vívástörténeti gyűjtő. A Magyar Vívószövetség Veterán Bizottságának tagja.

## Életrajza
1950-ben kezdett el vívni, első vívóedzője Gaál Tibor volt. Miután leérettségizett, 1958-ban Budapestre költözött, ahol folytatni szerette volna tanulmányait, de származása miatt nem vették fel az egyetemre. Később szakmát tanult, és így mint szakmunkás 1961-ben már felvételt nyert a Testnevelési Főiskola vívómesterképző szakára. Pont abban az évben indult újra a hazai vívóedzőképzés, Bay Béla kezdeményezésére. Évfolyamtársai voltak többek között Pézsa Tibor, Szőcs Bertalan, Gyuricza József, Nemere Zoltán és Páldi Péter. Bay Bélától, Szűts Jánostól (kardvívás) és Hátszeghy Józseftől (tőrvívás) sajátíthatta el a vívómesterség szakmai ismeretanyagát.
Főiskolai tanulmányai mellett a BVSC színeiben versenyzett.
1964-ben szerzett vívóedzői diplomát, majd egy évvel később Tunéziában lett szövetségi edző. A Tuniszban eltöltött 7 év alatt több mint 90 olyan tunéziai vívót nevelt fel, akik nemzetközi szinten tudtak versenyezni, és egymás után nyerték a regionális vívóversenyeket. 
4 évig volt a hazai utánpótlás-válogatott szövetségi kapitánya, majd újra külföldön dolgozott, Kuvaitban oktatta a vívást.
Nyugdíjasként is aktív vívóedző, hetente kétszer foglalkozik a Vasas SC párbajtőr versenyzőivel.

## Gyűjteménye
Vívómesteri tevékenysége mellett létrehozta Magyarország egyik legjelentősebb vívógyűjteményét.

### Kiállítások
A gyűjtemény relikviáit számos önálló kiállításon ismerhették meg az érdeklődők, illetve több nagyobb tárlathoz kölcsönöztek tárgyakat a vívómestertől.
- 2004: A gödöllői Grassalkovich-kastélyban a „Párbaj és vívás” című tárlat volt az első nagyobb kiállítása.[4]

- 2005: A keszthelyi Balatoni Múzeumban „A vívás története” című tárlat.[5]

- 2012: A büki Művelődési Központ konferenciatermében került megrendezésre a gyűjtemény legérdekesebb tárgyait bemutató vívástörténeti kiállítás.[6]

- 2013: A Nemzetközi Vívószövetség (FIE) megalakulásának 100-ik évfordulója alkalmából egy vívástörténeti vándorkiállítást rendeztek, amihez a vívóedző nemzetközileg jegyzett gyűjteményéből is kölcsönöztek tárgyakat.[7][8]

- 2014: Esztergomban „A magyar vívás története” címmel szerveztek kiállítás a Magyar Nemzeti Múzeum Esztergomi Vármúzeuma Lovagtermében. A Magyar Olimpiai és Sportmúzeum, valamint a vívómester gyűjteményéből származó tárgyak lettek kiállítva.[9]

- 2016: Debrecenben a a DHSE–PMD vívóklub szervezésében, a Németh Vívás Gyűjteményből származó korabeli vívófelszerelések szerepeltek a Békessy Béla életét bemutató tárlóban.[10]

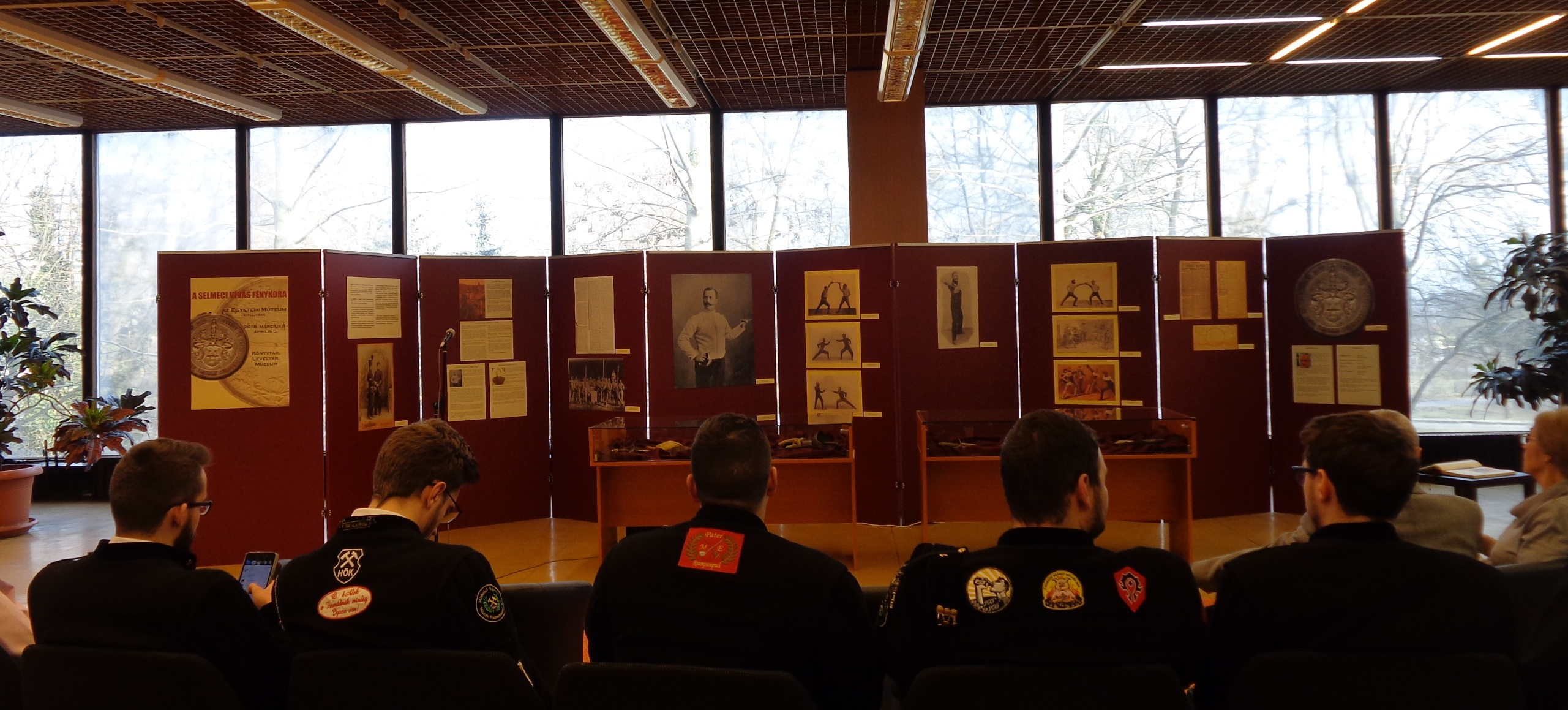
Selmeci hagyományőrzők a 2018-as kiállítás megnyitóján

- 2016: Tatabányán volt látható a gyűjtemény tárgyait bemutató vívástörténeti kiállítás.[11]

- 2017: A Magyar Nemzeti Múzeum a Vívás Világnapja alkalmából rendezett kamarakiállítást, melyhez a gyűjteményéből is kölcsönöztek tárgyakat.[12]

- 2018: A Miskolci Egyetem könyvtárában volt látható A selmeci vívás fénykora c. kiállítás. A kiállítás látogatói megismerhették a selmeci Bányászati és Erdészeti Főiskola 1860 és 1918 közötti vívóéletét, a főiskolán tanító lovag Arlow Gusztáv vívómester életútját, illetve a korszak párbajmániás hangulatát. A rendezvényen a vívómester muzeális értékű gyűjteményéből[13] származó, korabeli tárgyak - vívókardok, párbaj gyakorlására szolgáló kardok, vívó- és párbajkönyvek[14] - voltak kiállítva.[15][16]

### Egyéb
Éveken keresztül állandó vívástörténeti rovata volt a Vívómagazinban, melyet a Hobbi Vívó Egyesület a Magyar Vívószövetség égisze alatt adott ki 2014 és 2018 között.